# 언더 게저

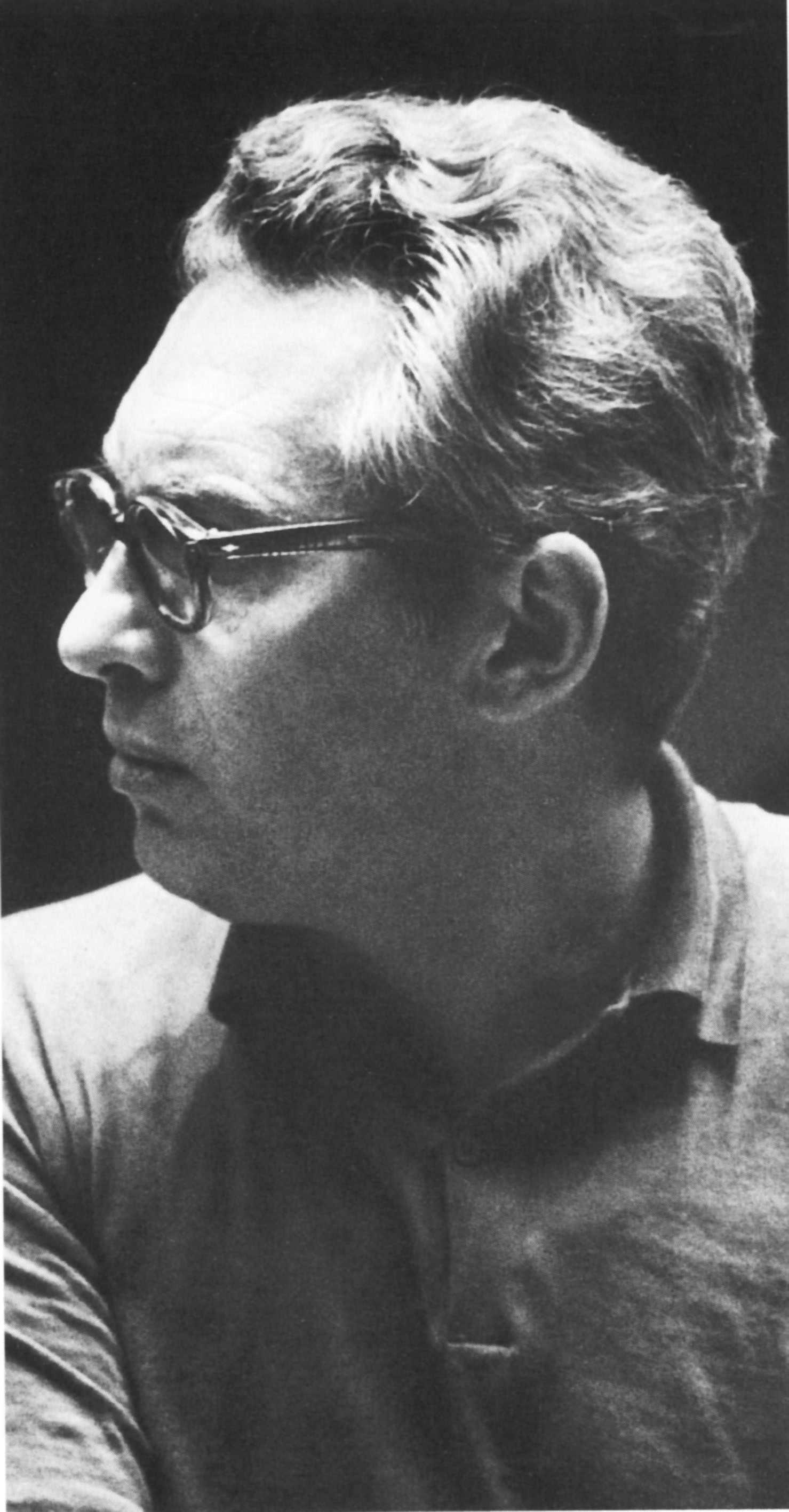
언더 게저 (1966년 촬영)

언더 게저(헝가리어: Anda Géza, 1921년 11월 19일 – 1976년 6월 14일)는 스위스-헝가리 피아니스트이다. 모차르트의 연주와 녹음으로 유명한 고전 및 낭만 레퍼토리의 유명한 해석가인 그는 베토벤, 슈만, 브람스, 바르톡의 뛰어난 해석가로도 여겨졌다.
1921년 헝가리 부다페스트에서 태어났다. 1940년에는 리스트상을 받았고, 이듬해에는 브람스의 피아노 협주곡 2번 연주로 국제적 명성을 얻었다. 빌헬름 푸르트벵글러의 베를린 필하모닉과 함께 1941년에 데뷔하기도 했으며, 푸르트벵글러는 그를 "피아노의 트루바두르"라고 불렀다. 1943년에 그는 스위스에 정착했다.
1950년대 중반 언더는 잘츠부르크 모차르테움에서 마스터클래스를 했고, 1960년에는 에드빈 피셔의 뒤를 이어 루체른 마스터클래스 감독을 맡았다. 연주자로서 언더는 특히 슈만과 브람스의 피아노 음악에 대한 해석으로 주목받았다. 그는 그의 세대의 주요 버르토크 해석가로 간주되었다. 그는 초기 경력에서 모차르트를 거의 연주하지 않았지만 모차르트 피아노 협주곡의 전체 사이클를 녹음한 최초의 피아니스트가 되었다. 그는 1961년에서 1969년 사이에 건반악기에서 오케스트라를 지휘하면서 그것들을 녹음했다. 1976년 스위스 취리히에서 식도암으로 사망했다.